# 550-ih pr. Kr.
1. tisućljeće pr. Kr.
◄ | 7. stoljeće pr. Kr. | 6. stoljeće pr. Kr. | 5. stoljeće pr. Kr.► | 
◄ | 580-ih pr. Kr. | 570-ih pr. Kr. | 560-ih pr. Kr. | 550-ih pr. Kr. | 540-ih pr. Kr. | 530-ih pr. Kr. | 520-ih pr. Kr. | ►
559. pr. Kr. | 558. pr. Kr. | 557. pr. Kr. | 556. pr. Kr. | 555. pr. Kr. | 554. pr. Kr. | 553. pr. Kr. | 552. pr. Kr. | 551. pr. Kr. | 550. pr. Kr.

## Glavni događaji
- Kartaga osvaja Siciliju, Sardiniju i Korziku.
- 559. pr. Kr. — Umire kralj Kambiz I. od Anšana i nasljeđuje ga njegov sin Kir Veliki.
- 558. pr. Kr. — Kineska država Jin pobjeđuje u bitci suparničku državu Qin.
- 556. pr. Kr. — Pizistrat je prognan iz Atene na Eubeju.
- 556. pr. Kr. — Labaši-Marduk nasljeđuje Nergal-šar-usura kao kralj Babilona.
- 556/555. pr. Kr. — Nabonid nasljeđuje Labaši-Marduka kao kralj Babilona.
- 550. pr. Kr. (procjena) — Kraj grčke kolonizacije Sredozemnog mora.
- 550. pr. Kr. — Tračani razaraju Abderu.
- 550. pr. Kr. — Kir Veliki poražava i svrgava medijskog kralja Asijaga i osniva Perzijsko Carstvo.
- 550. pr. Kr. (procjena) — Izgrađen je Herin hram u Paestumu u Italiji.

## Istaknute ličnosti
- 558. pr. Kr. — Umire Solon, atenski političar, zakonodavac i pjesnik.
- 556. pr. Kr. (procjena) — Rođen Simonid s Keja, grčki liričar.
- 555. pr. Kr. — Umire Stesihor, grčki pjesnik.
- 551. pr. Kr. (tradicionalni datum) — 28. rujna rođen je Konfucije, kineski filozof.